# HAPPY BIRTHDAY〜愛が生まれた〜
「HAPPY BIRTHDAY〜愛が生まれた〜」（ハッピー・バースデイ 〜あいがうまれた〜）は、日本のシンガーソングライターである玉置浩二の楽曲。
1998年10月3日にファンハウスから14枚目のシングルとしてリリースされた。前作「ルーキー」（1998年）よりおよそ5か月ぶりのリリースとなり、作詞および作曲、プロデュースは玉置が担当している。
玉置による囁くような歌声と時に情熱的な歌声が織り交ぜられた誕生日をテーマにした楽曲であり、7枚目のアルバム『GRAND LOVE』（1998年）からのリカットシングルとしてリリースされた。本作は日本メナード化粧品「ジュピエル モイストベールN」のコマーシャルソングとして使用され、オリコンシングルチャートにおいて最高位69位となった。カップリング曲の「愛だったんだよ」はNHK「みんなのうた」にて、1998年8月から9月の間に放送された。

## 音楽性と歌詞
ベスト・アルバム『ALL TIME BEST』（2017年）の楽曲解説では、イントロで使用されたオルゴールによる旋律に乗せたコーラスが印象的であり「幸福感を演出してくれる」と表記している。歌詞に関しては「優しく、力強い詞」と表現、玉置の歌唱に関しては冒頭や終盤の囁くような歌声が願いや祈りのようであり「幸せな穏やかさを感じさせてくれる」と表記、また「時には情熱的にひと言ひと言かみしめるように歌う玉置の歌が素晴らしい」と表記している。

## リリース、メディアでの使用、チャート成績
本作は1998年10月3日にファンハウスより8センチCDとしてリリースされ、日本メナード化粧品「ジュピエル モイストベールN」のコマーシャルソングとして使用された。また、カップリング曲の「愛だったんだよ」はNHK「みんなのうた」にて、1998年8月から9月の間に放送された。また、「愛だったんだよ」はオリジナル・アルバムには収録されず、ベスト・アルバム『Best Harvest』（2003年）にてアルバム初収録となった。
本作はオリコンシングルチャートにて最高位69位の登場週数3回となり、売り上げ枚数は0.7万枚となった。2022年に実施されたねとらぼ調査隊による玉置のシングル曲人気ランキングでは21位となった。

## シングル収録曲
| 全作詞・作曲・編曲: 玉置浩二。 |                                                  |          |            |      |
| #                              | タイトル                                         | 作詞     | 作曲・編曲 | 時間 |
| 1.                             | 「HAPPY BIRTHDAY〜愛が生まれた〜」               | 玉置浩二 | 玉置浩二   | 4:40 |
| 2.                             | 「愛だったんだよ」                               | 玉置浩二 | 玉置浩二   | 4:47 |
| 3.                             | 「HAPPY BIRTHDAY〜愛が生まれた〜」(Instrumental) | 玉置浩二 | 玉置浩二   | 4:40 |
| 4.                             | 「愛だったんだよ」(Instrumental)                 | 玉置浩二 | 玉置浩二   | 4:47 |
| 合計時間:                      | 合計時間:                                        | 18:54    |            |      |

## 参加ミュージシャン
- 玉置浩二 - ボーカル、バッキング・ボーカル、アコースティック・ギター、エレクトリック・ギター、ベース、ドラムス、パーカッション、キーボード
- 安藤さと子 - キーボード、コーラス

## リリース履歴
| No. | 日付          | レーベル     | 規格      | 規格品番  | 最高順位 | 備考 |
| --- | ------------- | ------------ | --------- | --------- | -------- | ---- |
| 1   | 1998年10月3日 | ファンハウス | 8センチCD | FHDF-1700 | 69位     |      |

## 収録アルバム
「HAPPY BIRTHDAY〜愛が生まれた〜」
- 『GRAND LOVE』（1998年）
- 『Best Harvest』（2003年）
- 『GOLDEN☆BEST 玉置浩二 1993-2007』（2011年）
- 『ALL TIME BEST』（2017年）

「愛だったんだよ」
- 『Best Harvest』（2003年）
- 『GOLDEN☆BEST 玉置浩二 1993-2007』（2011年）
- 『NHK みんなのうた 50 アニバーサリー・ベスト ～大きな古時計～』（2011年）
- 『NHKみんなのうた 60 アニバーサリー・ベスト 〜YELL〜』（2021年）
- 『THE BEST ALBUM 35th ANNIVERSARY 〜メロディー〜』（2022年）